# HD 95089 b
HD 95089 b (بالإنجليزية: HD 95089 b)‏ الذي يرمز له بالرمز HD 95089b، هو كوكب خارج المجموعة الشمسية، في كوكبة الأسد.

## الاكتشاف
اكتشف في 2010، وكانت طريقة الاكتشاف Doppler spectroscopy.